# Castellàs (Pont de Suert)
Castellàs (también conocido como Castellars y Castellars del Abadiato) es una entidad de población española del municipio de Pont de Suert, perteneciente a la provincia de Lérida, en la comunidad autónoma de Cataluña.

## Geografía
El pueblo está a 1217,4 m de altitud, en un lado a la izquierda del barranco de Malpàs. Se accede por una pista asfaltada, que empieza en el kilómetro 3 de la carretera LV-5212, un poco antes de llegar a Malpás.
Su iglesia, antiguamente parroquial, está dedicada a San Martín. Es románica. Esta parroquia pertenece al obispado de Lérida, por el hecho de haber pertenecido en la Edad Media al obispado de Roda. Forma parte de la unidad pastoral 24 del arciprestazgo de la Ribagorza y es regida por el rector de Pont de Suert.
San Martín de Castellars conserva un portal adintelado, y su campanario cuadrado todavía tiene las campanas. En su interior está bien conservada una pila bautismal decorada, de estilo románico, que se subió del monasterio de Lavaix.

## Historia
En 1072 ya se menciona el castillo de Castellars, del cual sólo quedan algunos restos in situ, como los sillares de los muros de la Casa Servent de este pueblo.
Pascual Madoz incluye Castellas del Abadiato en su Diccionario geografico... de 1849. Se puede leer que el pueblo está en una pequeña planicie, al pie de una montaña, perfectamente ventilado. El clima es saludable, aunque un poco frío. Tenía 3 casas y una iglesia, que formaban una pequeña plaza. Era sufragánea de la de Sas, y estaba dedicada a san Martín. El cementerio, estaba un poco separado de las casas.
El terreno es montañoso, escabroso y, en general, de calidad inferior, donde se podían labrar unos 100 jornales, entre ellos algunas artigas, que producían 3 por 1 de semillas. Había árboles para leña y unos 5 jornales entre prados y huertos, que se reguaban con las fuentes que nacían en el término. Se producía poco trigo, bastante centeno, patatas y legumbres, además de fuerte lana. También había pedreras de calcio. Se criaban ovejas y yeguas, y había mulas y bueyes para las faenas del campo. Había caza, de conijos, perdices, liebres y algunos lobos. Tenía 3 vecinos (cabezas de familia) y 10 ánimas (habitantes).
Es un pueblo que se ha mantenido siempre alrededor de los 10 habitantes: en 1787 constan 14, pero en 1847, en 1981 y en 2006 coinciden en la misma cifra: 10. En 2023, la entidad singular de población tenía empadronados nueve habitantes.

## Lugares de interés
- Iglesia de San Martín de Castellars